# Myzostoma taeniatum
Myzostoma taeniatum is een ringworm uit de familie Myzostomatidae.
Myzostoma taeniatum werd in 1918 voor het eerst wetenschappelijk beschreven door Remscheid.